# Phan Huy Ích
Dans ce nom, le nom de famille, Ích, précède le nom personnel.
Phan Huy Ích (潘輝益, 1751–1822) était un poète vietnamien. Il a servi deux dynasties, la Dynastie Lê puis la Dynastie Tây Sơn. À l'époque de l'effondrement de la Dynastie Tây Sơn il écrit la préface de Ngô Thì Nhậm, pour le livre True Lam Tong Chi Nguyen Thanh dernière œuvre qui aborde le bouddhisme. Il est le père de Phan Huy Chú (1782–1840) lui-même auteur de Lich Trieu Hien Chuong Loai Chi en 1819,.
Phan Huy Ích était en 1926 nommé comme le vrai traducteur en vietnamien de Đặng Trần Côn's Chinh phụ ngâm. La traduction du chữ Hán vers le vernaculaire chữ Nôm a traditionnellement été donnée à la poétesse Đoàn Thị Điểm,,,.